# ديرك كلايس
ديرك كلايس هو سياسي بلجيكي، ولد في 27 مايو 1959 في لوفان في بلجيكا. حزبياً، نشط في الحزب الديمقراطي المسيحي الفلمنكي. وقد انتخب عضو مجلس الشيوخ البلجيكي وانتخب عضو مجلس النواب من بلجيكا.